# Florencio Caffaratti
 (septembre 2014).
Si vous disposez d'ouvrages ou d'articles de référence ou si vous connaissez des sites web de qualité traitant du thème abordé ici, merci de compléter l'article en donnant les références utiles à sa vérifiabilité et en les liant à la section « Notes et références ».
Florencio Caffaretti, né le 3 mai 1919 à Santa Fe (Argentine), est un footballeur argentin qui jouait au poste d'attaquant.

## Biographie
Il commence sa carrière avec Vélez Sarsfield en 1937. En 1939, il rejoint River Plate, puis en 1940 CA Banfield jusqu'en 1943. Il part ensuite au Mexique jouer avec Club América jusqu'en 1947.
En 1947, il rejoint le FC Barcelone où il joue jusqu'en 1949. Il retourne ensuite au Mexique pour jouer avec Real España. En 1951, il joue avec San Sebastián où il met un terme à sa carrière de joueur en 1952.

## Palmarès
Avec le FC Barcelone :
- Vainqueur de la Coupe Latine en 1949
- Champion d'Espagne en 1948 et 1949
- Vainqueur de la Coupe Eva Duarte en 1948